# Kavalactone

Structure générale des kavalactones, sans le possible pont -O-CH_{2}-O- entre R_{1} et R_{2} et avec toutes les doubles liaisons C=C possibles.

Les kavalactones sont une classe de lactones présentant une structure similaire, et présents dans le kava.

## Composés
Il a été identifié jusqu'à présent 18 kavalactones différentes. La première à être identifiée fut la méthysticine.
Des analogues, telle que l'éthysticine, ont également été isolés.
| Nom                                  | Structure | R1        | R2        | R3   | R4 | CAS        | Nom IUPAC                                                                     |
| ------------------------------------ | --------- | --------- | --------- | ---- | -- | ---------- | ----------------------------------------------------------------------------- |
| Yangonine                            | 1         | OCH3      | H         | H    | H  | 500-62-9   | 4-méthoxy-6-[(E)-2-(4-méthoxyphényl)éthényl]pyran-2-one                       |
| 10-méthoxyyangonine                  | 1         | OCH3      | H         | OCH3 | H  |            |                                                                               |
| 11-méthoxyyangonine                  | 1         | OC3       | OCH3      | H    | H  |            |                                                                               |
| 11-hydroxyyangonine                  | 1         | OCH3      | OH        | H    | H  |            |                                                                               |
| 5,6-déshydrokavaïne                  | 1         | H         | H         | H    | H  | 15345-89-8 | 4-méthoxy-6-[(E)-2-phényléthényl]-2H-pyran-2-one                              |
| 11-méthoxy-12-hydroxydéshydrokavaïne | 1         | OH        | OC3       | H    | H  |            |                                                                               |
| 7,8-dihydroyangonine                 | 2         | OC3       | H         | H    | H  |            |                                                                               |
| Kavaïne                              | 3         | H         | H         | H    | H  | 500-64-1   | (R)-4-méthoxy-2-[(E)-2-phényléthényl]-2,3-dihydropyran-6-one                  |
| 5-hydroxykavaïne                     | 3         | H         | H         | H    | OH |            |                                                                               |
| 5,6-dihydroyangonïne                 | 3         | OCH3      | H         | H    | H  |            |                                                                               |
| 7,8-dihydrokavaïne                   | 4         | H         | H         | H    | H  |            |                                                                               |
| 5,6,7,8-tétrahydroyangonïne          | 4         | OCH3      | H         | H    | H  |            |                                                                               |
| 5,6-déshydrométhysticine             | 5         | -O-CH2-O- | -O-CH2-O- | H    | H  |            |                                                                               |
| Méthysticine                         | 7         | -O-CH2-O- | -O-CH2-O- | H    | H  | 495-85-2   | (2R)-2-[(E)-2-(1,3-benzodioxol-5-yl)éthényl]-4-méthoxy-2,3-dihydropyran-6-one |
| 7,8-dihydrométhysticine              | 8         | -O-CH2-O- | -O-CH2-O- | H    | H  |            |                                                                               |

Kavalactones : Structures générales
Structure 1
Structure 2
Structure 3
Structure 4
Structure 5
Structure 6
Structure 7
Structure 8